# 綏德直隸州
綏德直隸州，清代設置的直隸州。

绥德州在陕西省的位置（1820年）

明代屬延安府。領縣一。雍正三年（1725年），升直隸州，以延安府之清澗縣來隸。乾隆元年（1736年），以葭州之吳堡縣來隸。領縣三：米脂縣、清澗縣、吳堡縣。评价：衝，繁。隸陝西省延榆綏道。